# LO Андромеды
LO Андромеды (лат. LO Andromedae) — двойная затменная переменная звезда типа W Большой Медведицы (EW) в созвездии Андромеды на расстоянии приблизительно 966 световых лет (около 296 парсеков) от Солнца. Видимая звёздная величина звезды — от +11,8m до +11,2m. Орбитальный период — около 0,3804 суток (9,1306 часов).

## Характеристики
Первый компонент — жёлто-белая звезда спектрального класса F5. Масса — около 1,468 солнечной, радиус — около 1,4 солнечного, светимость — около 3,44 солнечных. Эффективная температура — около 6650 K.
Второй компонент — жёлто-белая звезда спектрального класса F5. Масса — около 0,447 солнечной, радиус — около 0,84 солнечного, светимость — около 1,27 солнечной. Эффективная температура — около 6690 K.
Предполагаемый третий компонент — красный карлик спектрального класса M. Масса — около 0,22 солнечной. Орбитальный период — около 29,6 лет.